# Lathromeromyia dimorpha
Lathromeromyia dimorpha är en stekelart som beskrevs av Hayat 1981. Lathromeromyia dimorpha ingår i släktet Lathromeromyia och familjen hårstrimsteklar. Inga underarter finns listade i Catalogue of Life.